# Babe Stovall

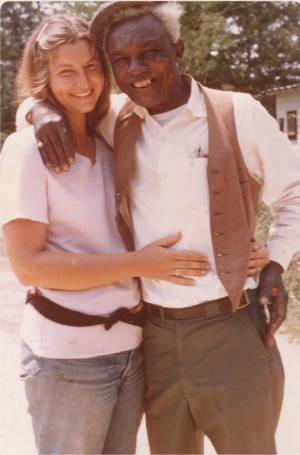
Dichterin Hedwig Gorski mit Babe Stovall 1973 auf einem Ausflug ins ländliche Mississippi

Jewell „Babe“ Stovall (* 4. Oktober 1907 in Tylertown, Mississippi; † 21. September 1974 in New Orleans, Louisiana) war ein US-amerikanischer Bluesmusiker (Sänger/Gitarrist).

## Leben
Stovall wurde als jüngstes von 11 Kindern geboren (daher sein Spitzname „Babe“). Sein Stil, Gitarre zu spielen, war von Tommy Johnson beeinflusst, den er um 1930 in Mississippi getroffen hatte. Mitte der 1950er Jahre ging er nach New Orleans, wo er bis zu seinem Tod  College-Studenten, Hippies, Touristen, Künstler und Einheimische auf den Straßen, in Cafés und Kunstgalerien des French Quarter unterhielt.
Einige Quellen geben an, dass Babe Stovall die Inspiration zu dem Song Mr. Bojangles von Jerry Jeff Walker gewesen sein soll, der Stovall 1968 in New Orleans kennengelernt hatte. Jerry Jeff Walker hat dies jedoch in seiner Autobiografie Gypsy Songman sowie in einem Interview als nicht zutreffend bezeichnet.